# Luis Aguiar
Luis Bernardo Aguiar Burgos (Mercedes, 17 novembre 1985) è un ex calciatore uruguaiano, di ruolo centrocampista.
Suo fratello Carlos è anch'egli un calciatore. Possiede anche il passaporto italiano.

## Carriera

### Club
Aguiar iniziò la sua carriera professionistica nelle file del Liverpool in Uruguay; dopo una stagione viene acquistato dal Porto per poi essere ceduto in prestito dopo due mesi, non trovando spazio nella rosa, all'Estrela Amadora e quindi all'Académica.
Nel luglio del 2008 si trasferisce rimanendo pur sempre in Portogallo, firmando un contratto con il Braga. Con la squadra vince 11 delle prime 15 partite ufficiali. Il 23 ottobre 2008 segna un gol su calcio di punizione nell'incontro vinto per 3-0 contro il Portsmouth, valevole per il girone eliminatorio di Coppa UEFA.
Il 5 luglio 2011 viene acquistato dallo Sporting Lisbona insieme a Diego Rubio.